# Ikenouchi Tomojirō
Ikenouchi Tomojirō (jap. 池内 友次郎, Ikenouchi Tomojirō; * 21. Oktober 1906 in Tokio; † 9. März 1991) war ein japanischer Komponist und Musikpädagoge.
Ikenouchi studierte von 1928 bis 1936 am Conservatoire de Paris bei Georges Caussade, Lazare Lévy und Henri Busser.
Bis 1946 war er Professor an der Nihon Daigaku, danach an der Hochschule für Musik und bildende Künste in Tokio. Zu seinen zahlreichen Schülern zählten Yun I-sang, Ichiyanagi Toshi, Mayuzumi Toshirō, Ishii Maki, Ikebe Shin’ichirō, Shinohara Makoto, Miyoshi Akira, Yashiro Akio, Ogura Rō, Tanaka Kōhei, Matsumura Teizō und Hirose Ryōhei.
Ikenouchi komponierte ein sinfonische Suite und andere Orchesterstücke sowie Kammermusik. Er wurde 1986 zum Bunka Kōrōsha, zur Person mit besonderen kulturellen Verdiensten, ernannt und geehrt.